# Nevada County (Californien)
Nevada County er et amt beliggende i Sierra Nevada, i den nord-østlige del af den amerikanske delstat Californien, med grænse til nabostaten Nevada. Hovedbyen i amtet er Nevada City. I år 2010 havde amtet 98.764 indbyggere.

## Historie
Amtet blev grundlagt i 1851 fra dele af Yuba County i vest.

## Geografi
Ifølge United States Census Bureau er Nevada amtets totale areal på 2.520 km², hvoraf de 40 km² er vand.

### Grænsende amter
- Placer County - syd
- Yuba County - vest
- Sierra County - nord
- Washoe County, Nevada - øst